# Karol Kątski
Karol Kątski (ur. 16 września 1815 w Krakowie, zm. 27 sierpnia 1867 w Paryżu) – polski skrzypek i kompozytor.

## Życiorys
Był najstarszym synem Grzegorza Kątskiego i Anny Różyckiej. Występował jako cudowne dziecko, pierwszy koncert dał w 1822 roku w Krakowie wspólnie z bratem Antonim. W 1823 roku grał w Warszawie. W latach 1827–1829 kształcił się pod kierunkiem Józefa Bielawskiego w Konserwatorium Warszawskim. Wspólnie z rodzeństwem występował w Wilnie, Wiedniu, Petersburgu, Moskwie, Kijowie i Monachium. W 1836 roku osiadł na stałe w Paryżu, gdzie został skrzypkiem w zespole Opéra-Comique. Jako dorosły muzyk nie odniósł sukcesu. Był członkiem towarzystw muzycznych w Krakowie i Lublinie.
Skomponował kwintet, sekstet, kilka kwartetów smyczkowych oraz drobne utwory na skrzypce i fortepian.